# Eosentomon bornemisszai
Eosentomon bornemisszai är en urinsektsart som beskrevs av Sören Ludvig Paul Tuxen 1967. Eosentomon bornemisszai ingår i släktet Eosentomon och familjen trakétrevfotingar. Inga underarter finns listade i Catalogue of Life.